# Нисам ја
Нисам ја (енгл. I Didn't Do It) америчка је хумористичка телевизијска серија која се приказивала од 17. јануара 2014. до 16. октобра 2015. године на каналу Disney Channel. Творци серије су Тод Хајмел и Џош Силверштајн и главне улоге тумаче Оливија Холт, Остин Норт, Пајпер Карда, Пејтон Кларк и Сара Гилман.
У Србији се приказивала од 2014. до 2016. године на каналу Disney Channel, титлована на српски језик. Титлове је радио студио SDI Media.

## Радња
Серија прати близанце Линди и Логана Вотсон и њихове троје пријатеља Јасмин, Герета и Делију, који крећу у прву годину средње школе. Свака епизода прве сезоне почиње са комичном„шта се управо десило” ситуацијом коју прати прича препричана у флешбековима. Овај концепт није коришћен у другој сезони.

## Епизоде
| Сезона | Сезона | Епизоде | Епизоде | Оригинално емитовање | Оригинално емитовање |
| Сезона | Сезона | Епизоде | Епизоде | Премијера            | Финале               |
| ------ | ------ | ------- | ------- | -------------------- | -------------------- |